# 気多大社

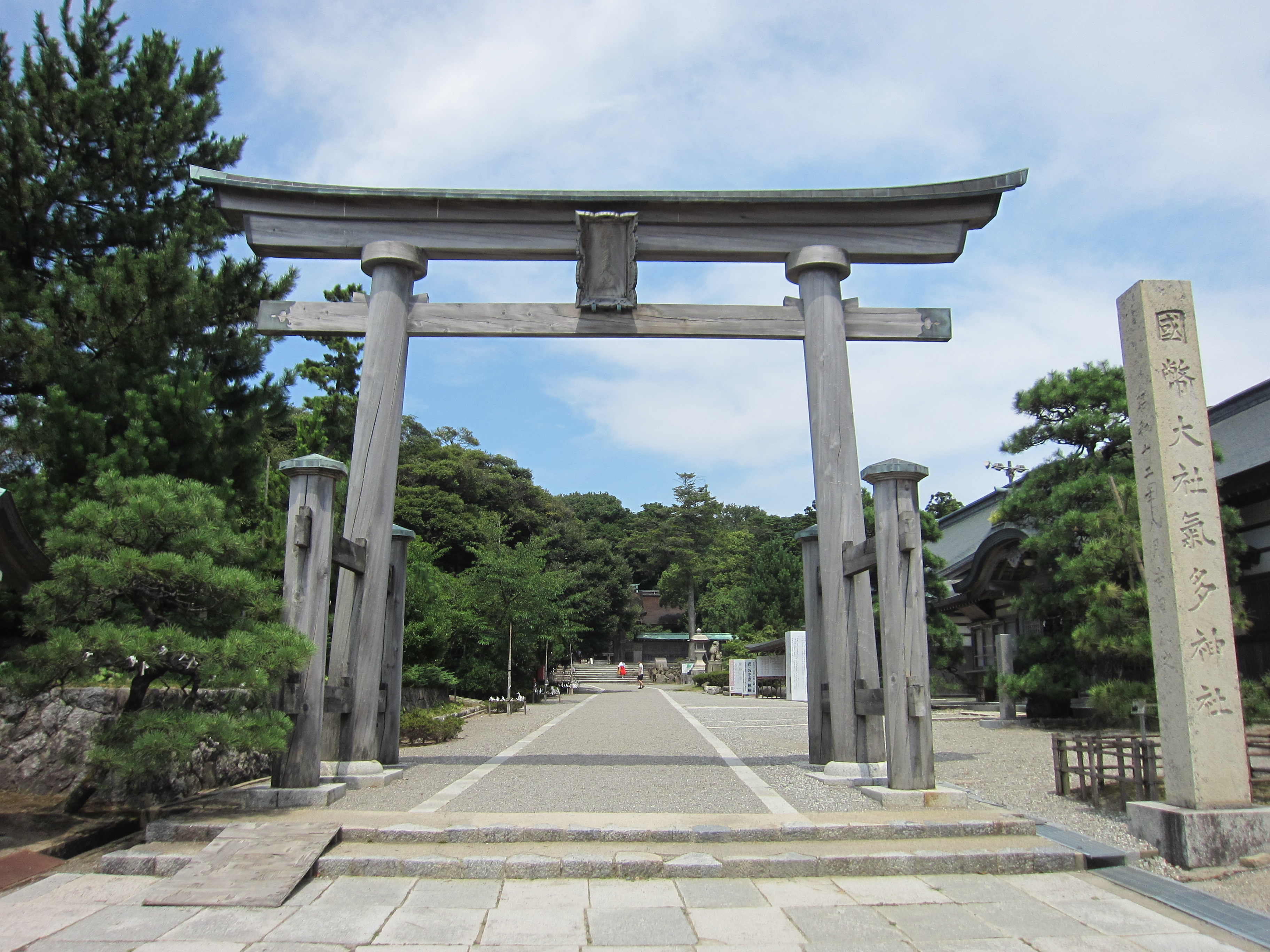
鳥居

気多大社（けたたいしゃ、正式名：氣多大社）は、石川県羽咋市寺家町にある神社。式内社（名神大社）、能登国一宮。旧社格は国幣大社で、現在は神社本庁に属さない単立神社。旧称は「気多大神宮」。

## 概要
能登半島の付け根、羽咋市北方に日本海に面して鎮座する。祭神の大己貴命は出雲から舟で能登に入り、国土を開拓したのち守護神としてこの地に鎮まったとされる。古くから北陸の大社として知られ、中世・近世には歴代の領主からも手厚い保護を受けた。
現在は本殿など5棟の社殿が国の重要文化財に指定されているほか、国の天然記念物の社叢「入らずの森」で知られる。

## 祭神
祭神は次の1柱。
- 大己貴命（おおなむちのみこと）

## 歴史

### 創建
社伝（『気多神社縁起』）によれば、第8代孝元天皇の御代に祭神の大己貴命が出雲から300余神を率いて来降し、化鳥・大蛇を退治して海路を開いたという。
また『気多社島廻縁起』では、気多大菩薩は孝元天皇の時に従者を率いて渡来した異国の王子とし、能登半島一帯を巡行して鬼神を追放したと記される。『気多社祭儀録』では、祭神は第10代崇神天皇の御代の勧請とし、神代からの鎮座とする説もあると記される。
一説として、孝元天皇の御代には七尾市に鎮座（現・気多本宮、北緯37度2分13.47秒 東経136度57分51.41秒）し、崇神天皇の御代に当地に遷座したとも伝えられる。

### 概史
奈良時代には北陸の大社として京にも名が伝わっており、『万葉集』に越中国司として赴任した大伴家持が天平20年（748年）に参詣したときの歌が載っている（巻十七・4025番、文献上初見）。
国史では、古くは『続日本紀』神護景雲2年（768年）の記事が見え、同記事では封戸20戸・田2町が支給されている。また神階に関しては、延暦3年（784年）の正三位から、天安3年（859年）に従一位勲一等までの叙位・叙勲の記事が載る。
延長5年（927年）成立の『延喜式』神名帳では能登国羽咋郡に「気多神社 名神大」と記載され、名神大社に列している。
中世以降は能登国一宮とされ、中世・近世の間は畠山氏・前田氏など歴代の領主からも手厚い保護を受けた。
明治4年（1871年）、近代社格制度において国幣中社に列し、大正4年（1915年）に国幣大社に昇格した。第二次世界大戦後は神社本庁の被包括宗教法人となり別表神社に指定されていたが、後述のように平成22年（2010年）に神社本庁に属さない単立神社となった。

### 神階
- 延暦3年（784年）3月16日、従三位から正三位 （『続日本紀』） - 表記は「気太神」。
- 嘉承3年（850年）6月2日、従二位 （『日本文徳天皇実録』） - 表記は「気多大神」。
- 仁寿3年（853年）8月15日、正二位勲一等 （『日本文徳天皇実録』） - 表記は「気多大神」。
- 天安3年（859年）1月27日、従一位勲一等 （『日本三代実録』） - 表記は「気多神」。

### 神社本庁離脱関連
平成17年（2005年）11月28日付けで、神社本庁との包括関係を解消し、単立神社となる決定を行い、同時に「財産の管理および処分に関する役員会の決議事項は神社本庁に報告する」と定めた、気多大社神社規則変更を決議した。
石川県はこの規則変更決議を認証するも、平成18年（2006年）1月に、神社本庁が県の認証を取り消すよう文部科学省に取り消しを申請し、平成18年（2006年）5月に、文部科学省は石川県の認証を取り消す決断を下す。これにより、神社本庁からの離脱が事実上、無効となった。神社本庁は平成18年（2006年）8月29日附で宮司を懲戒免職とし、翌30日に石川県神社庁長（当時）を兼任宮司に特任した。
気多大社側では、これらの処分を不服とし、平成18年（2006年）9月、文部科学省に対する提訴を行った。平成19年（2007年）9月13日、東京地方裁判所は気多大社側の主張を認める判決を出したが、平成20年（2008年）9月、二審の東京高等裁判所では、一審判決を破棄し、文部科学省の判断を支持する判決を出した。気多大社側は最高裁判所へ上告した。
平成22年（2010年）4月20日、最高裁第三小法廷は二審判決を破棄し、気多大社による神社規則変更を認め、「宗教法人の規則は、財産処分に関する事項を定めた規定が存在しなくても、それだけで宗教法人法に違反するとは言えない。」と指摘して、文部科学省の裁決を違法だと結論づけ、同裁決の取り消しを命じた東京地裁判決が確定判決となった。

## 境内

### 社殿

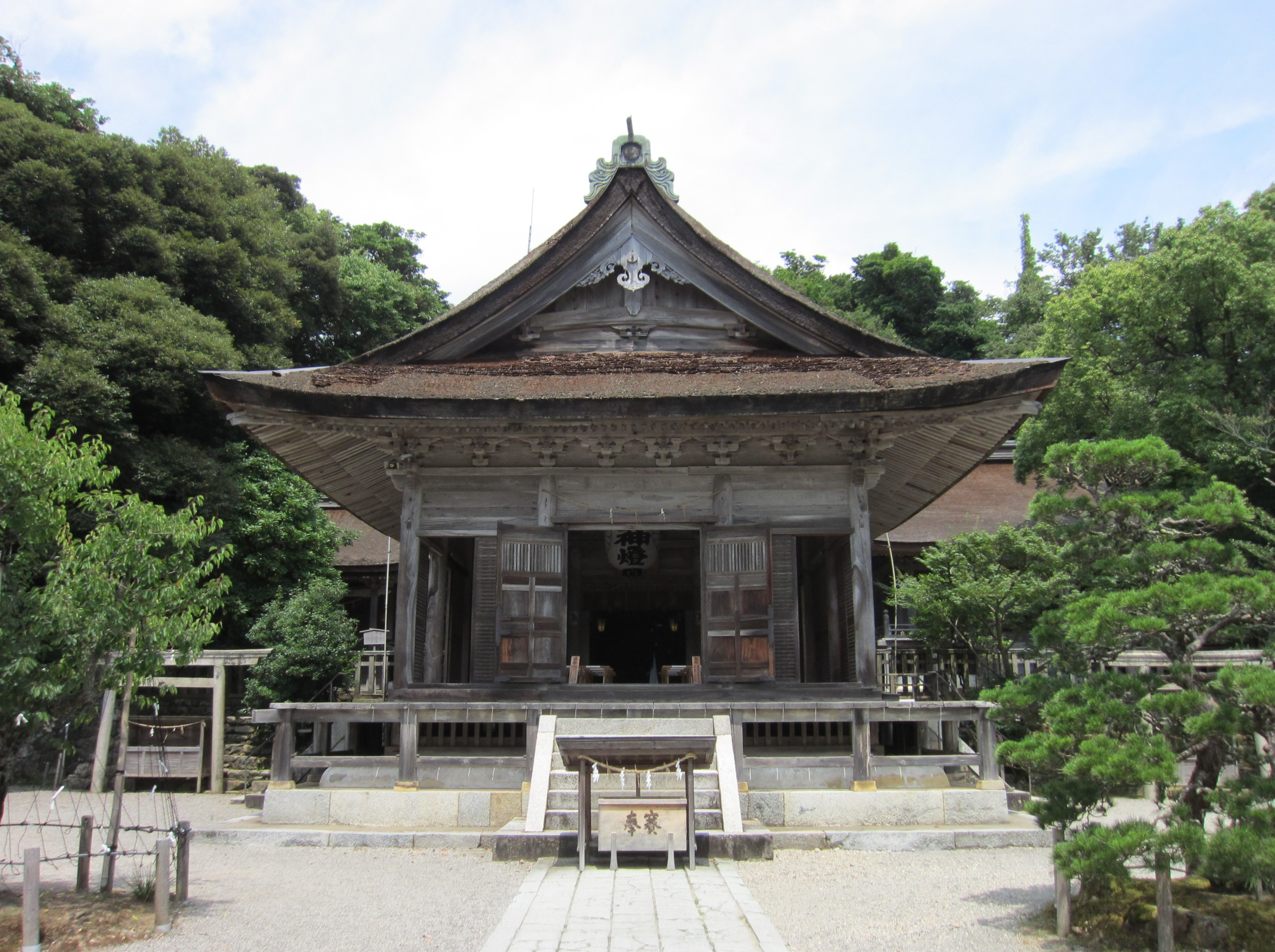
拝殿（国の重要文化財）

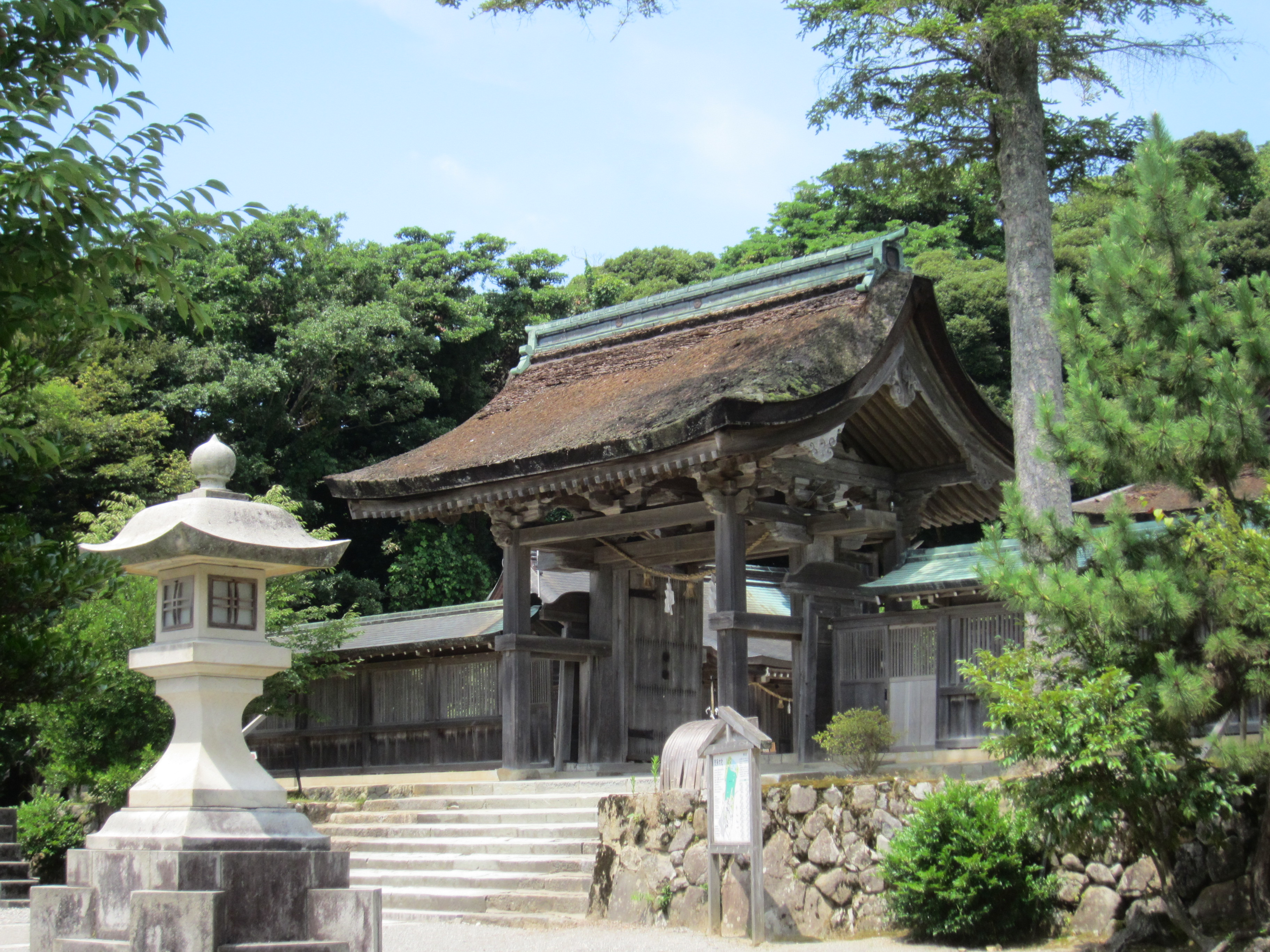
神門（国の重要文化財）

主要社殿のうち本殿は、江戸時代の天明7年（1787年）の造営。三間社（桁行3間、梁行4間）の類例の少ない両流造で、檜皮葺である。拝殿は、江戸時代の承応2年（1653年）または承応3年（1654年）に大工・山上善右衛門による造営とされる。入母屋造妻入で、檜皮葺。神門は、安土桃山時代（社伝によれば天正12年（1584年））の造営。切妻造、四脚門で、檜皮葺。これら3棟はいずれも国の重要文化財に指定されている。
神庫は本殿と同じく、江戸時代の天明7年（1787年）の造営。方一間の校倉造檜皮葺。元は「宝蔵」と呼ばれていた。随身門は、境内南東の旧参道口に位置する（北緯36度55分26.32秒 東経136度46分8.58秒 / 北緯36.9239778度 東経136.7690500度）。本殿と同じく、江戸時代の天明7年（1787年）の造営。三間一戸の八脚門、切妻造。いずれも石川県の有形文化財に指定されている。

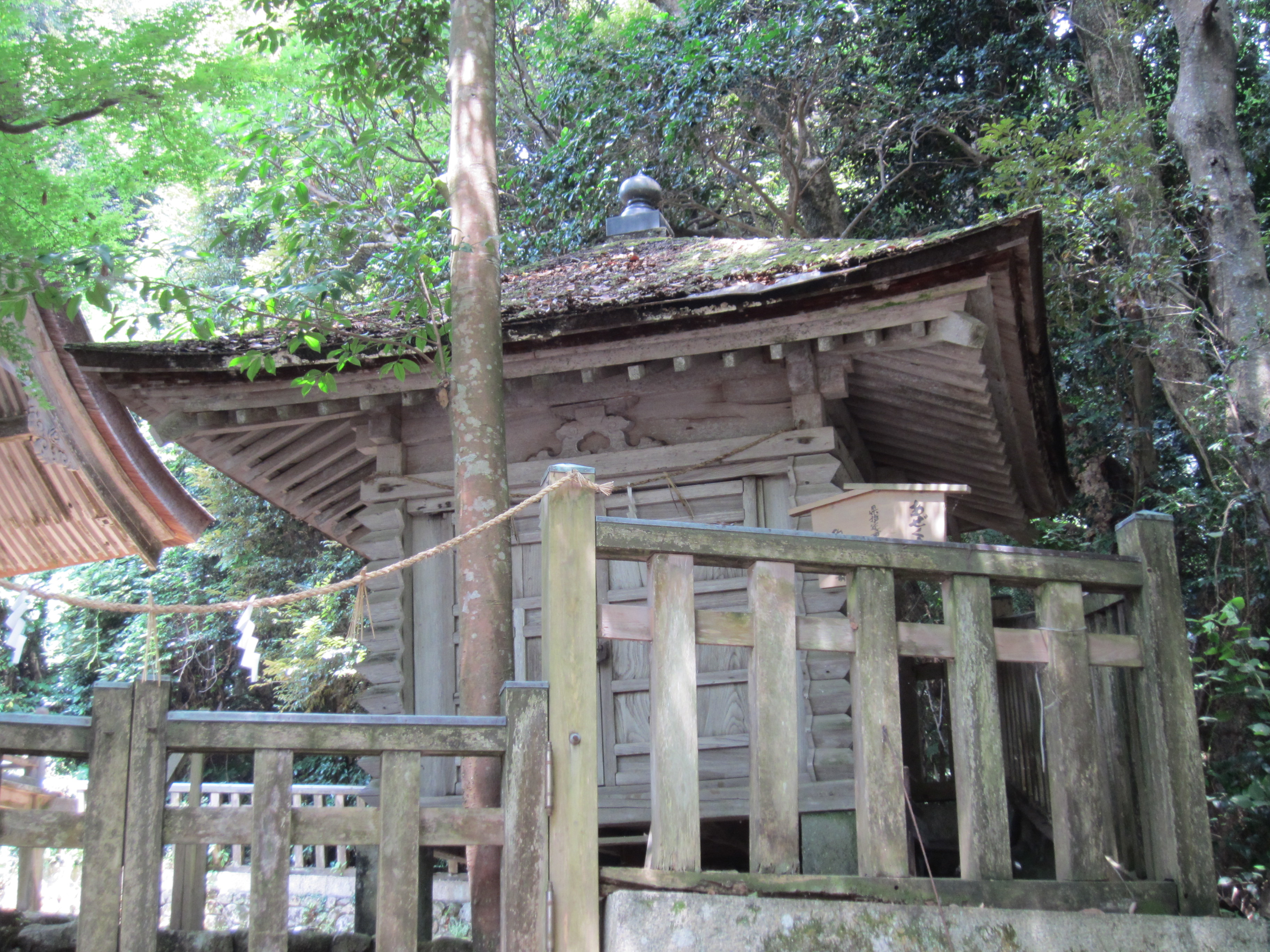
神庫（石川県指定文化財）
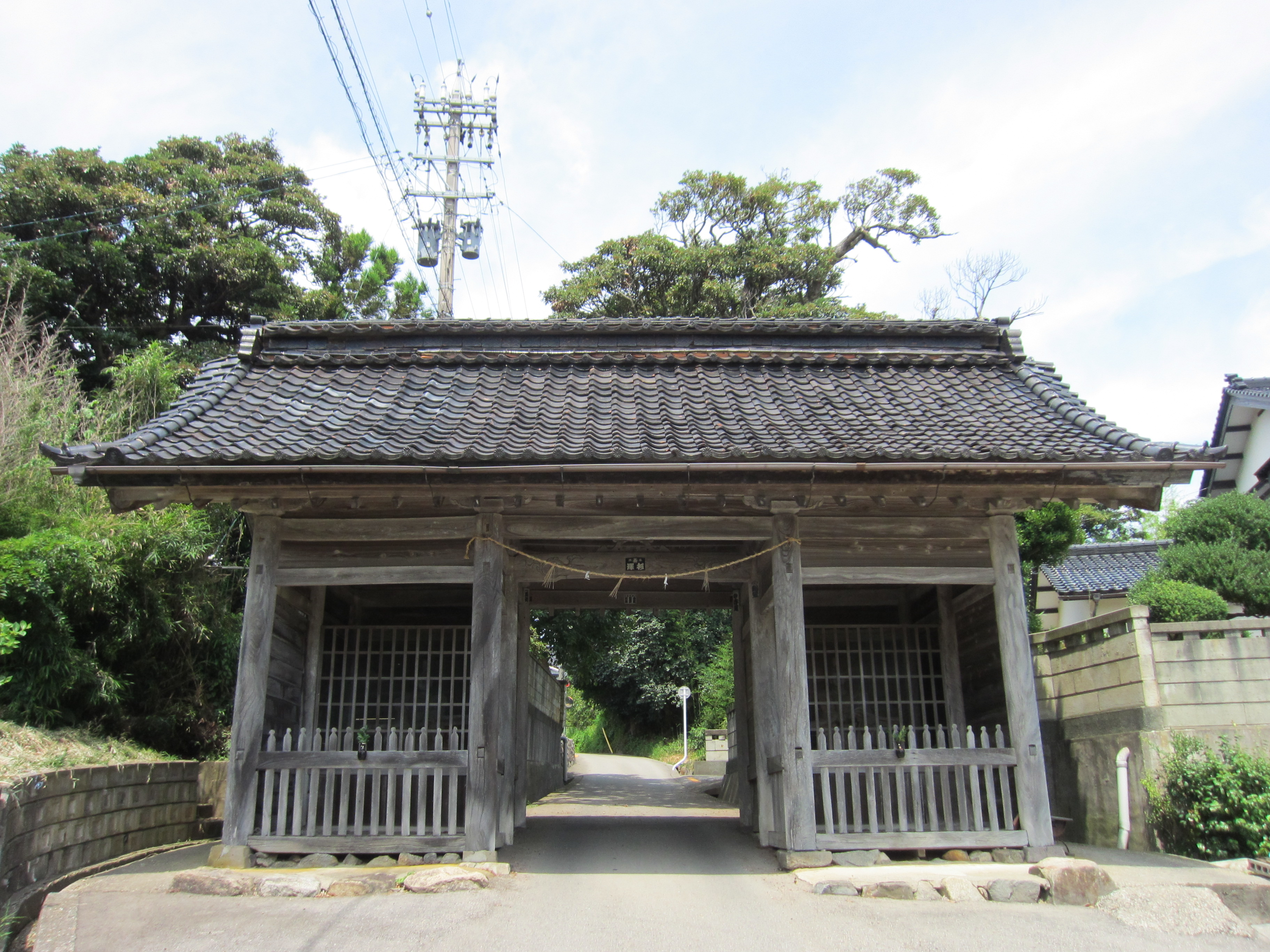
随身門（石川県指定文化財）

### 入らずの森
境内裏手には、原生林の社叢が広がっている。神門の内は神域「入らずの森」として、大晦日の奥宮例祭を催行する宮司ら神職以外は立ち入りは禁止されている。30,000平方メートルの広さの中にタブの木はじめツバキ、シイ、クスノキ、カラタチなどの常緑広葉樹が密生し、スダジイなどでは樹齢300～500年の古木もある。1997年に国の天然記念物に指定された。
長らく立ち入りが禁止されてきたが、2019年12月1日から1か月間、気の葉祭で祈願料を3000円収めた者に限り、神門から3-4歩進んで二拝二拍手一拝をすることが許されることとなった。ただし、参拝にはフォーマルな服装が求められ、写真撮影等は禁止される。今上天皇即位記念のほか、通常は立入禁止区域であるものの潮風による倒木など荒廃も目立つため、自然保護の大切を訴える目的もある。

### その他
また、一の鳥居は神社から表参道を進んだ突き当たりに、日本海に面して位置する（北緯36度55分15.86秒 東経136度45分58.77秒 / 北緯36.9210722度 東経136.7663250度）。

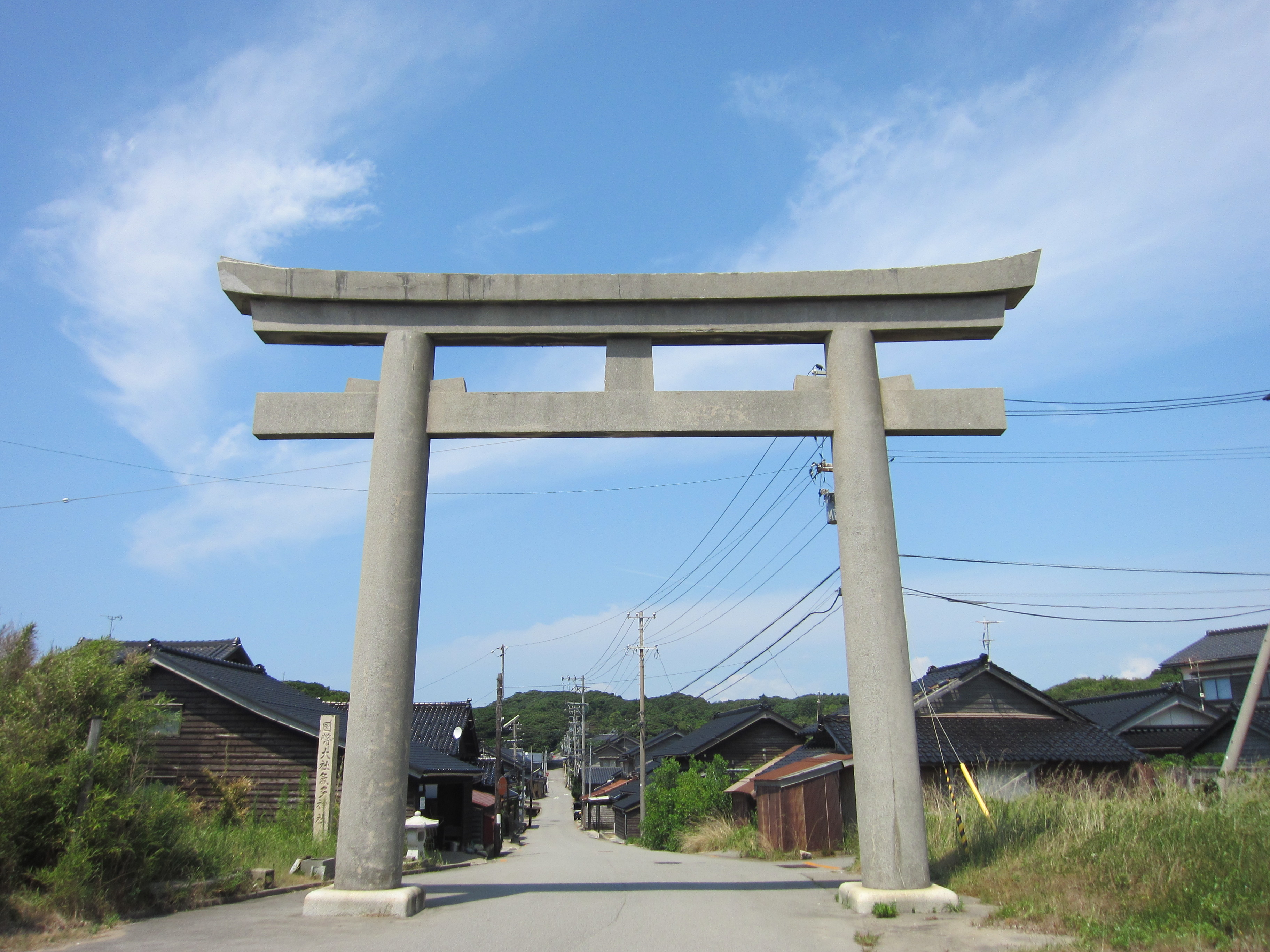
一の鳥居

## 摂末社

### 摂社

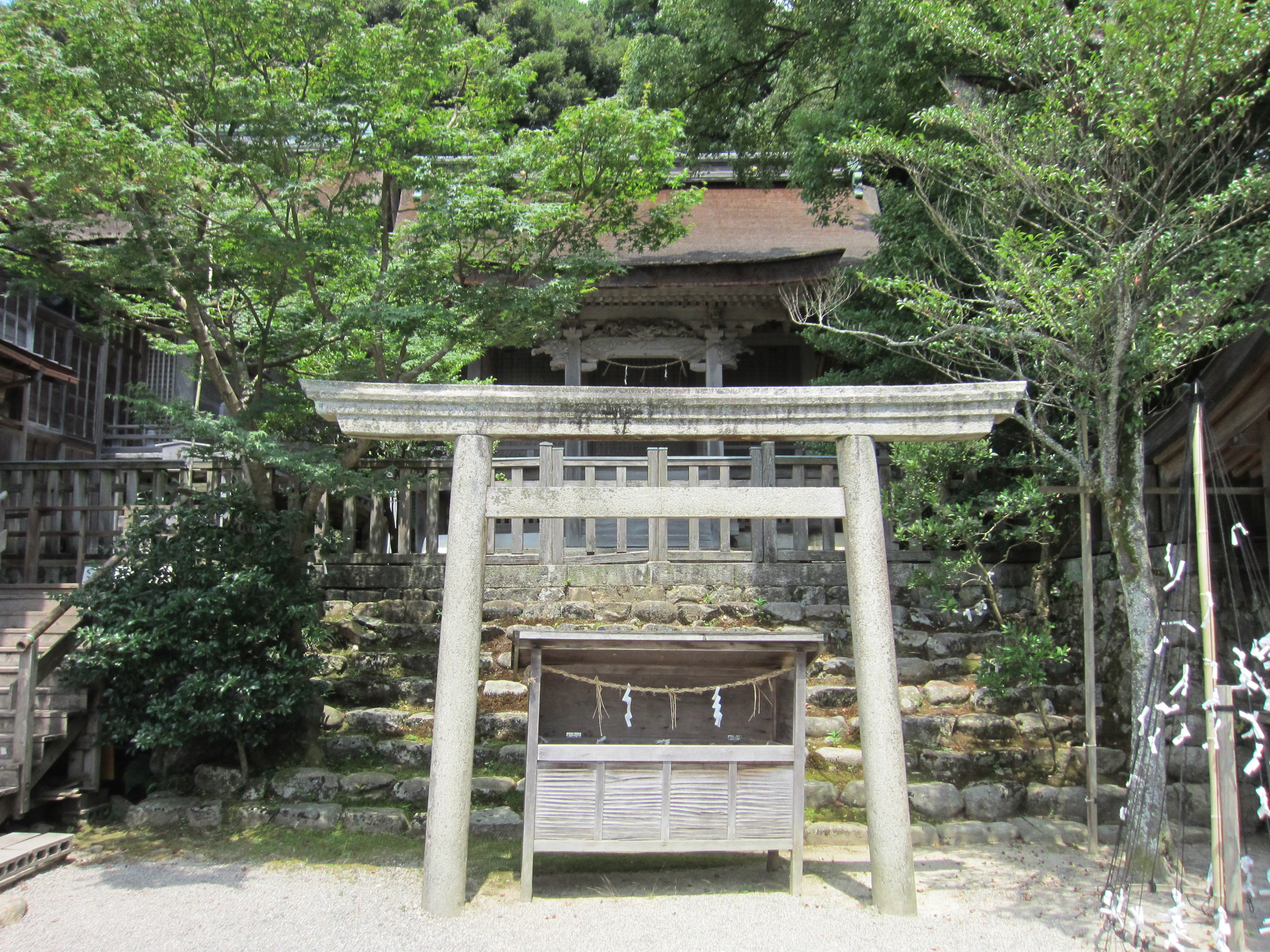
白山神社（重要文化財）

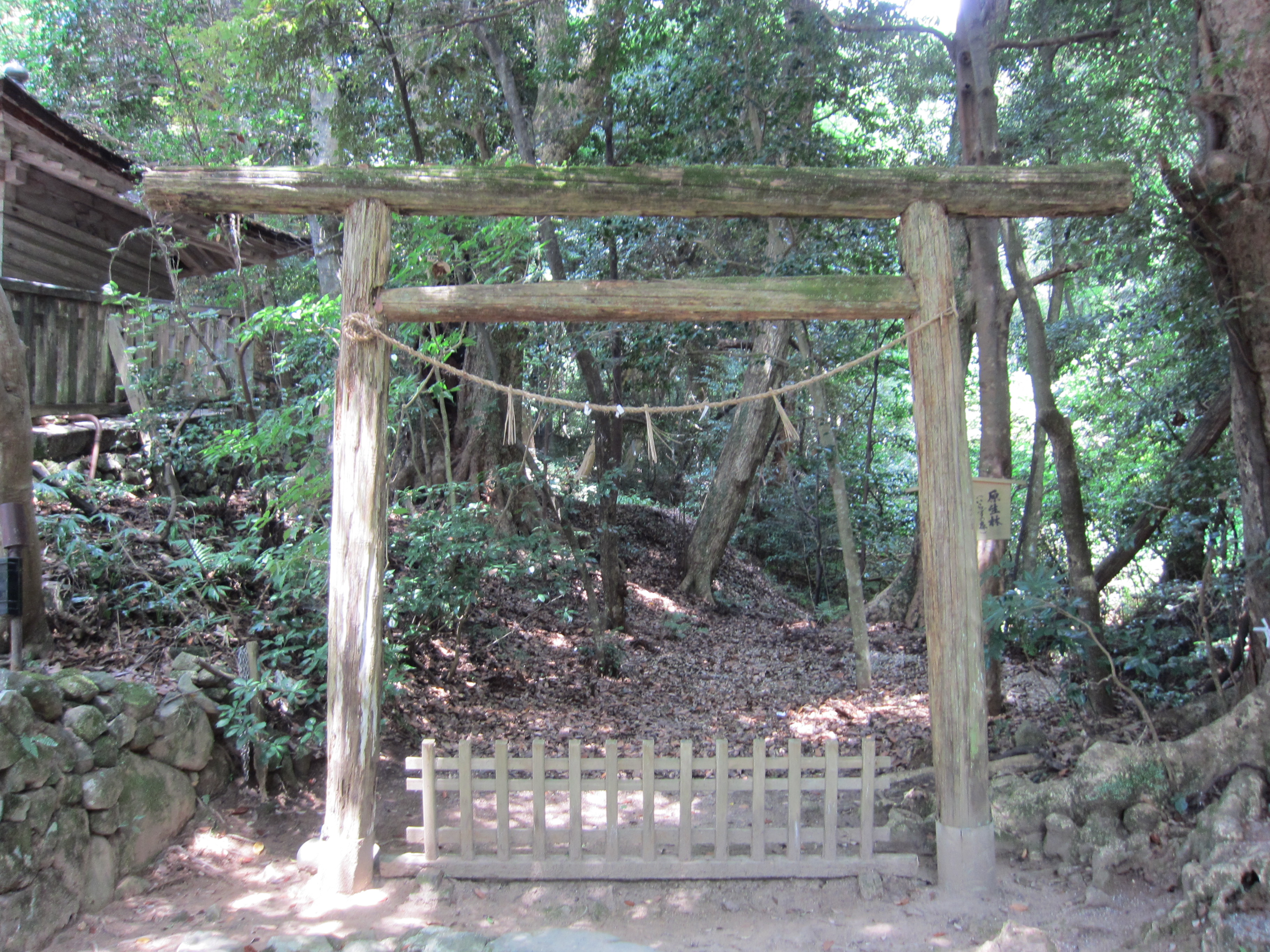
楊田神社

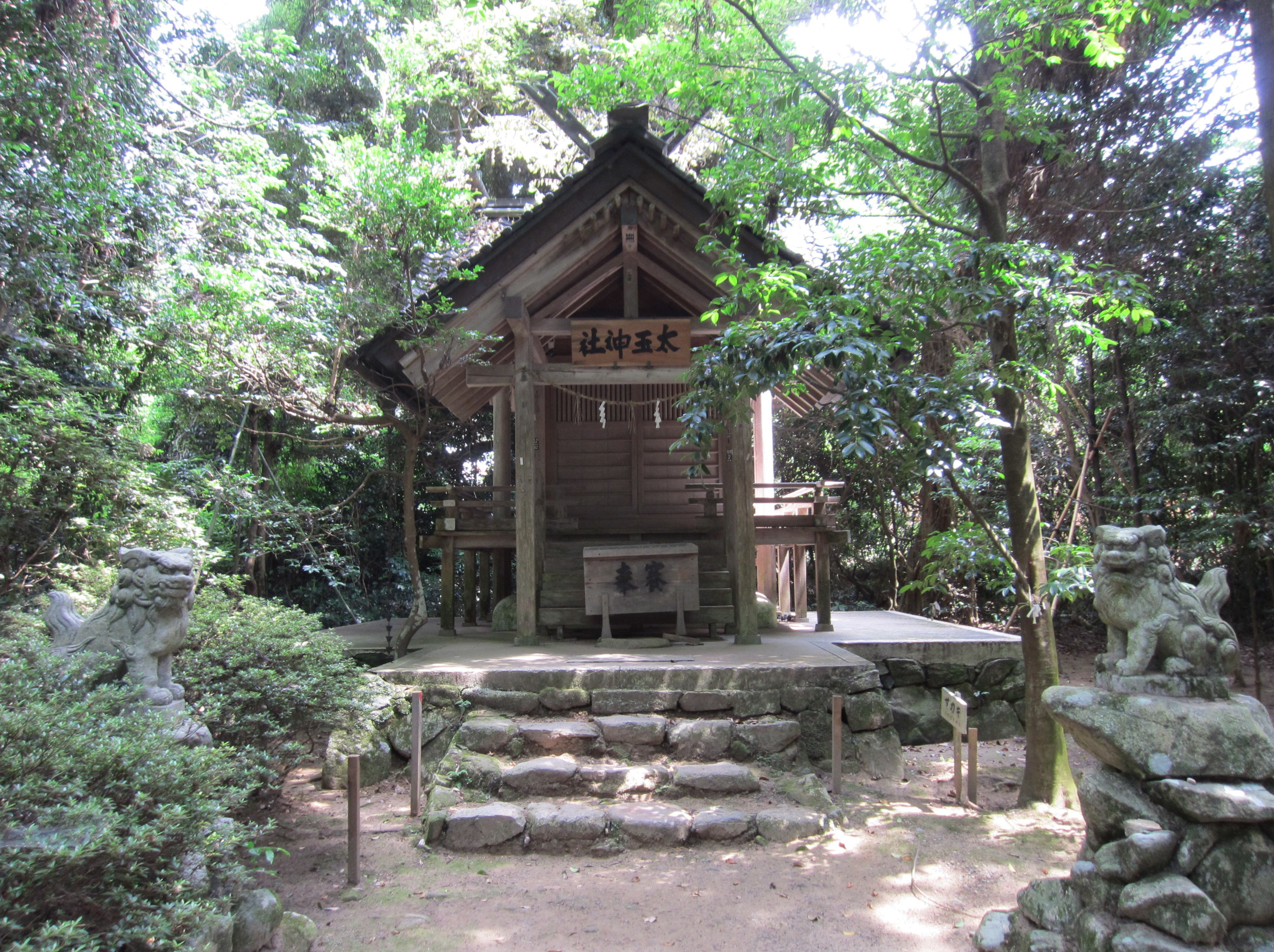
太玉神社

- 奥宮
  - 祭神：素盞鳴尊、奇稲田姫命
  - 例祭：12月31日

「入らずの森」内に鎮座し、一般の参拝はできない[6]。境内に遙拝所がある。
- 白山神社
  - 祭神：菊理姫命
  - 例祭：5月1日、9月1日

本殿向かって右手。社殿は本殿と同じく、江戸時代の天明7年（1787年）の造営。三間社流造檜皮葺。国の重要文化財に指定。
- 若宮神社
  - 祭神：事代主命
  - 例祭：2月20日、10月20日

本殿向かって左手。社殿は戦国時代、永禄12年（1569年）の造営。一間社流造檜皮葺。国の重要文化財に指定。
- 奥津島神社
  - 祭神：奥津島姫命
  - 例祭：1月11日
- 菅原神社
  - 祭神：菅原道真
  - 例祭：2月25日
- 楊田神社
  - 祭神：荒御魂神（または迦具土命）
  - 例祭：3月3日
- 太玉神社
  - 祭神：天太玉神
  - 例祭：4月4日

### 末社
いずれも境外末社。
- 印鑰神社（いんやくじんじゃ） - 例祭：11月30日
- 大多毘神社（おおたびじんじゃ） - 例祭：12月31日

## 祭事

### 鵜祭
鵜祭（うまつり）は、12月16日に行われる古式な祭。大己貴命が高志の北島から鹿島郡の新門島に着いた時、この地の御門主比古神が鵜を献上したのが始まりとされる。祭で鵜を献上する人々は鵜捕部と呼ばれ鹿島郡の鹿渡島という所に先祖代々住み、その役に仕えていた。12月8日に鵜崖という場所に神酒・米・花などを供えた後、麻糸を付けた竹竿で海鵜を捕らえるが手法には一子相伝の秘訣があるという。捕らえた海鵜は気多大社まで2泊3日をかけて運ぶが、これは「鵜様道中」（うさまどうちゅう）と呼ばれている。
献上された海鵜は「鵜様」として拝殿に放される。宮司はそれを内陣に行くよう図るがその時の鵜の進み具合によって翌年の作物の豊凶を占う。進み方が芳しくない時は神楽や御祓いを行う。鵜が内陣の机の上にとまったら神官はそれを捕まえて、浜で放す。気多の鵜祭は能楽の曲目にもなっている。
なお、鵜祭までに鵜が捕らえられなかった年には鵜祭は開催されず、捕獲できなかった旨を伝える報告祭が執り行われる。

## 文化財

### 重要文化財（国指定）
- 気多神社 5棟（建造物）[11][注 1]
  - 本殿（附 棟札2枚） - 昭和57年6月11日指定。
  - 拝殿 - 昭和36年6月7日指定。
  - 神門 - 昭和36年6月7日指定。
  - 摂社白山神社本殿 - 昭和57年6月11日指定。
  - 摂社若宮神社本殿 - 明治39年4月14日指定。
- 後奈良天皇女房奉書（書跡） - 明治33年4月7日指定[12]。

### 重要有形民俗文化財（国指定）
- 気多の鵜祭の習俗 - 平成12年12月27日指定[13]。

### 国の天然記念物
- 気多神社社叢 - 昭和42年5月2日指定[14]。

### 石川県指定文化財
- 有形文化財[15]
  - 神庫（附 棟札1枚）（建造物） - 昭和57年1月12日指定。
  - 随身門（附 棟札1枚）（建造物） - 昭和57年1月12日指定。
  - 気多神社文書 1681点（古文書） - 昭和57年1月12日指定。
- 天然記念物[15]
  - ケタノシロキクザクラ - 昭和43年8月6日指定。

## 登場作品
- 『万葉集』巻17 4025番[原 4]

| 「                               | 赴参氣太神宮行海邊之時作歌一首 志雄路から 直越え来れば 羽咋の海 朝なぎしたり 船楫もがも しをぢから ただこえくれば はくひのうみ あさなぎしたり ふなかぢもがも | 」 |
| —大伴家持、『万葉集』巻17 4025番 | |    |

## 気多苗裔神
六国史や『延喜式神名帳』には、次に示すような気多神の苗裔神（御子神）や分祠が日本海沿いの各地に確認される。
| 六国史・延喜式 | 六国史・延喜式 | 比定社       | 比定社                   | 比定社                                   | 備考                |
| 国郡           | 社名           | 社名         | 所在地                   | 座標                                     | 備考                |
| -------------- | -------------- | ------------ | ------------------------ | ---------------------------------------- | ------------------- |
| 飛騨国         | 気多若宮神     | 気多若宮神社 | 岐阜県飛騨市古川町上気多 | 北緯36度14分22.05秒 東経137度11分52.22秒 | 国史見在社          |
| 加賀国江沼郡   | 気多御子神社   | 気多御子神社 | 石川県小松市額見町       | 北緯36度21分27.27秒 東経136度24分26.05秒 |                     |
| 越中国射水郡   | 気多神社       | 気多神社     | 富山県高岡市伏木一ノ宮   | 北緯36度48分0.80秒 東経137度2分39.55秒   | 名神大社 越中国一宮 |
| 越後国頸城郡   | 居多神社       | 居多神社     | 新潟県上越市五智         | 北緯37度9分59.18秒 東経138度13分23.41秒  | 越後国一宮          |
| 但馬国気多郡   | 気多神社       | 気多神社     | 兵庫県豊岡市日高町上郷   | 北緯35度28分41.38秒 東経134度47分35.68秒 | 但馬国総社          |

## 現地情報
所在地
- 石川県羽咋市寺家町ク1

交通アクセス
- バス
  - 羽咋駅（JR西日本七尾線）から、北鉄能登バス（高浜、富来方面行き）で「一の宮」バス停下車（下車後徒歩約5分）。
- 車
  - のと里山海道 柳田ICから、志賀町方面へ車で約5分。

古くは一の鳥居前に北陸鉄道能登線の能登一ノ宮駅が存在し、気多大社までのアクセスを担っていた。
周辺
- 正覚院 - 隣接。気多大社の元神宮寺。